# Arthur Loesser
Arthur Loesser (New York, 26 août 1894 – Cleveland, 5 janvier 1969) est un pianiste et écrivain américain.

## Biographie
Né dans une famille de musiciens, Loesser reçoit une formation précoce par son père, jusqu'à ce qu'il commence des leçons avec Zygmunt Stojowski et Percy Goetschius à l'Institut de l'art musical (aujourd'hui la Juilliard School),.

### Carrière
Loesser est l'auteur de deux livres : Humor in American Song [L'Humour dans la chanson américaine] et Men, Women, and Pianos: A Social History [Hommes, femmes et pianos : une histoire sociale]. Il a également écrit des notes de programme pour l'Orchestre de Cleveland et le texte de livrets accompagnant des enregistrements de Vladimir Horowitz et d'autres musiciens.
Loesser sert à la faculté du Cleveland Institute of Music dès 1926. De 1953 jusqu'à sa mort en 1969, il est à la tête du département piano. Parmi ses élèves, on trouve Sergio Calligaris et Anton Kuerti.
En tant que pianiste, il accompagne divers musiciens : la cantatrice Ernestine Schumann-Heink, les violonistes Maud Powell, Mischa Elman et Tosha Seidel et donne de nombreux concerts et récitals, son premier pendant l'année 1913 à Berlin. Il couplait souvent ses récitals avec des conférences connues pour leur esprit. Au cours des années 1920 et 1930, il est actif en duo de pianos, avec pour partenaire le célèbre pianiste et chef d'orchestre québécois, Wilfrid Pelletier. Le duo a fait un certain nombre d'enregistrements en concert, sous la direction d'Arthur Bodanzky. Il a également gravé quelques enregistrements en solo, dont certains ont été réédités.

### Période militaire
Pendant la Seconde Guerre mondiale, à partir de 1943, Loesser a servi dans l'armée américaine. Il a travaillé au Japon, dans le département intelligence. 
C'est durant cette période qu'il a maîtrisé le japonais. Après la guerre, il donne des récitals-conférences à Tokyo. Loesser prend finalement sa retraite de l'armée avec le grade de major.

### Mort
Loesser est mort d'une crise cardiaque au volant de sa voiture, à l'extérieur du Cleveland Institute of Music, le 5 janvier 1969, âgé de 74 ans.

## Famille
Arthur Loesser est le demi-frère du compositeur de Broadway, Frank Loesser. Il décrit Frank en plaisantant, comme « le mal des deux Loessers ».
Loesser et sa femme Jean avait une fille, l'historienne de la mode, Anne Hollander.

## Écrits
- (en) Humor in American song Soskin, 1942, rééd. 1974 – arrangements d'Alfred Kugel (OCLC 939007)
- (en) Men, Women and Pianos : A social history, New York, Simon & Shuster, 1954, 654 p., p. 285 Réédition Dover, 1990 (OCLC 22239968) rééd. Mineola, Dover Publications, 1990.  (ISBN 0-4862-6543-9), (OCLC 269089)
- Notes de l’enregistrement : Szeryng, Sonates à Kreutzer et Sonate le Printemps de Beethoven (RCA)

## Enregistrements
- Arthur Loesser In Recital : Dussek, Hummel, Field, Clementi, Rubinstein, Reger, Busoni… (29 octobre 1967, 2CD Marston Records 52036-2) (OCLC 48998749)
- Brahms, Sonate pour violon nos 1 et 2°, Danse hongroise no 1 (arr. Joachim) - Toscha Seidel, violon (1926°/1931, Pearl / Biddulph Recordings) (OCLC 45094295 et 23892475)